# Deutsche Klimastiftung
Die Deutsche KlimaStiftung (DKS) ist eine gemeinnützige Stiftung des bürgerlichen Rechts und wurde Ende 2009 aus Mitteln des ebenfalls 2009 entstandenen Klimahaus Bremerhaven in Bremerhaven gegründet.
Ihr Ziel ist es mithilfe von Veranstaltungen und Klimabildung im In- und Ausland, Handlungsoptionen für nachhaltige Entwicklung sowie Klimaschutz für Menschen aller Altersgruppen anschaulich und verständlich darzustellen. Zudem soll aufgezeigt werden, wie eine nachhaltigere Lebensweise mit einem bedachteren Umgang mit den begrenzten Ressourcen der Erde aussehen sollte.
Um diese Ziele zu erreichen, stellt die Deutsche Klimastiftung Fördermittel für Veranstaltungen und Bildungsprojekte im In- und Ausland, initiiert Veranstaltungen, arbeitet an eigens entwickelten Bildungsprojekten und verleiht die hauseigene Wanderausstellung namens Klimaflucht.
Die Deutsche KlimaStiftung besitzt observer status bei den UN-Klimakonferenzen.
Seit März 2024 ist der Sitz der Deutschen KlimaStiftung das Haus Schmidt in Bremen.

## Projekte und Ausstellungen

### Wanderausstellung Klimaflucht
Mit der Wanderausstellung Klimaflucht soll der Blick für die Auswirkungen und die Folgen des voranschreitenden Klimawandels geweitet werden. Menschen mit Migrations- und Fluchterfahrungen erzählen von ihren klimawandelbedingten Erfahrungen und geben damit den Auswirkungen und Folgen des Klimawandels ein Gesicht.
Die Ausstellung stellt 14–21 lebensgroße Figuren aus unterschiedlichen Regionen der Erde dar, die in Audiobeiträgen über ihre Schicksale, Sorgen und Hoffnungen zum Klimawandel in ihren Herkunftsländern erzählen. Seit 2016 können die Figuren bis auf die Transportkosten kostenfrei ausgeliehen werden.

### KlimaGesichter
Das Projekt KlimaGesichter qualifiziert als Verbundprojekt mit dem Unabhängiges Institut für Umweltfragen (UfU) Menschen mit Flucht- und Migrationshintergrund zu Klimabotschafterinnen und Klimabotschaftern für einen breiten und interkulturellen Austausch zum Thema Klimagerechtigkeit. Mit Statements, warum sich die KlimaGesichter für Klimagerechtigkeit und Klimaschutz einsetzen, wird der Handlungsbedarf verdeutlicht. Mit Workshops an Schulen, Unternehmen oder außerschulischen Lernorten werden diese Themen vermittelt und dem Klimaschutz ein Gesicht gegeben.

### So geht Zukunft!
Im Projekt So geht Zukunft! werden Jugendliche der 9. bis 11. Klasse mit einem innovativen Tagesprogramm an Schulen auf die Berufswelt von Morgen vorbereitet. Dabei stehen  Inspiration und Entfaltung der persönlichen Gestaltungskraft im Mittelpunkt. Die Jugendlichen haben die Möglichkeit, aktiv an der nachhaltigen Berufswelt von Morgen mitzuwirken. Thematisch beschäftigen sie sich mit Berufsorientierung, Potentialanalysen, Nachhaltigkeit sowie der Transformation von Branchen und Unternehmen. Der interaktiver und multimedialer Vermittlungsansatz wird außerdem durch Lehrkräfte-Fortbildungen begleitet.

### BBNE Lobby
Das Verbundprojekt BBNE Lobby zielt darauf ab, die Verbesserung der Rahmenbedingungen einer Beruflichen Bildung für Nachhaltige Entwicklung (BBNE) durch dauerhafte Verankerung in Unternehmen und Institutionen voranzutreiben. Durch die Einbindung und Weiterentwicklung von Forschung und Methoden vorausgegangener BBNE-Modellprojekte, soll eine Blaupause für BBNE in Unternehmen entwickelt werden. Die Verbundpartner des Projektes sind die Universität Paderborn, Neue Effizienz und die Hochschule Bremerhaven.